# 因島水軍城
因島水軍城（いんのしますいぐんじょう）は、広島県尾道市の因島にある村上水軍の資料館。この位置には過去に天守が存在していたことはなく、いわゆる城郭風建築物になる。
なお、隣接して「尾道市因島史料館」があったが、2025年（令和7年）3月30日をもって閉館することとなった（後述）。

## 概要
この地にある標高24mの丘は片苅山と呼ばれる。中世において入江の中にあった岬であり、頂上を本丸とする清原守高の居城・片苅城が置かれており、曲輪・石垣・屋敷跡などが現存しているもののそれ以上の詳細はわかっていない。現在因島水軍城がある地はその片苅城の家老が住んでいた地と伝えられている。現在この敷地は片苅山麓にあり因島村上氏の菩提寺である金蓮寺の境内にあたる。
金蓮寺住職が因島村上氏の資料展示および因島の観光地を作ろうと運動を起こしてできたのがこの因島水軍城であり、奈良本辰也が建物監修に入り、1983年（昭和58年）開場した。旧因島市が水軍をテーマとした観光業に力を入れ始めたのは1989年（平成元年）のことで、ここが開場した後のことになる。地元観光資料では「日本唯一の水軍城」と謳っている。
また金蓮寺には因島村上家歴代の墓があり市史跡に指定されている。

## 施設
奈良本による監修で水軍城をイメージして施設群は造られ、本丸・二の丸・隅櫓からなる。
- 本丸:水軍資料館 - 因島村上氏の資料展示。以下貴重な文化財を示す。
  - 白紫緋糸段威腹巻　附兜眉庇 - 県重文。室町時代末期作の軽武装用鎧。村上吉充が小早川隆景より拝領したと伝わる[6]。
  - 紙本墨書因島村上家文書 - 県重文。因島の荘園に関する資料で鎌倉時代から戦国時代までのもの。村上氏伝来のものであるがすべて村上氏に関するものではない[7]。
  - 金蓮寺在銘瓦 - 県重文。村上吉資が宝徳2年（1450年）金蓮寺御堂上葺を箆書した丸瓦と棟瓦。箆書とは瓦を焼く前に文字を記すことで、結縁の名から伯耆大山の僧侶のものも記されており当時の交流範囲がわかる[8]。
- 二の丸:展示室 - 人形で再現した水軍戦法会議など。
- 隅櫓:展望台・パネル展示

## 利用情報
- 開館
  - 平常 : 9:30 - 17:00
  - 1月2日・3日のみ : 10:00 - 15:00
- 休日 : 木曜日（ただし祝日を除く）、12月29日-1月1日
- 料金 : 大人330円、小人160円（ともに団体割引あり）
- 駐車場50台分

## 交通
- 車
  - 因島北ICから約6分
  - 因島南ICから約8分
  - 土生港から約10分
- バス
  - 島内バス大浜行き、「水軍城入口」バス停下車、徒歩約10分

## 尾道市因島史料館

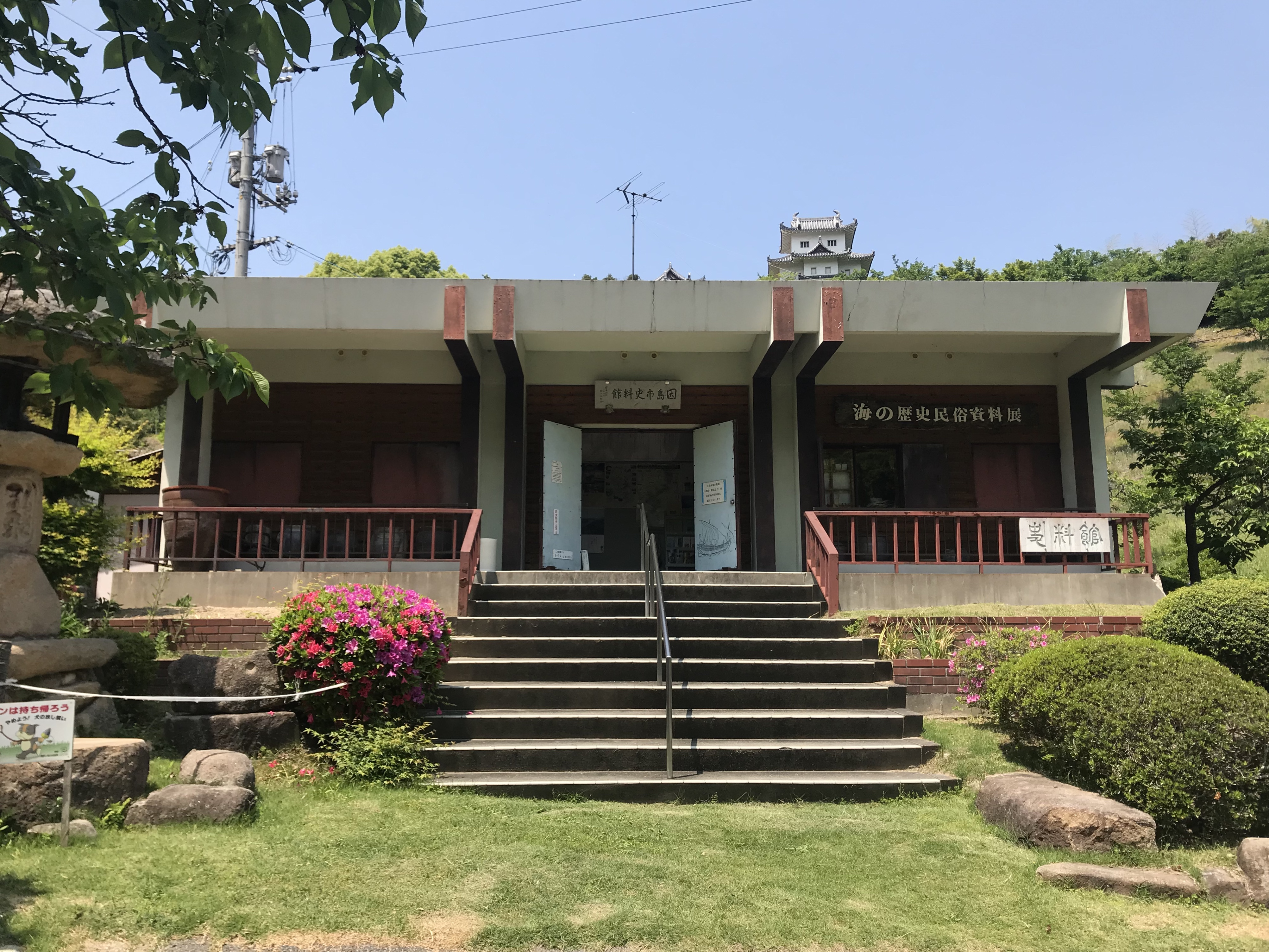
尾道市因島史料館

因島資料館は1963年（昭和38年）に建設され、因島で発掘された石器や土器、島内で使用されていた民俗資料を展示した。以下主な展示物を列挙するが、これらは文化財登録されていない。
- ナウマン象の骨の化石
- 大浜遺跡出土品
- 弁才船資料
- 機帆船資料

因島史料館については建物の老朽化などのため、2025年（令和7年）3月30日で閉館。閉館後、展示資料は因島水軍城等に移設される予定である。